# Crayon Shin-chan: Arashi o yobu! Yūhi no Kasukabe Boys
Crayon Shin-chan: Arashi o Yobu! Yūhi no Kasukabe Bōizu (クレヨンしんちゃん 嵐を呼ぶ!夕陽のカスカベボーイズ Kureyon Shinchan: Arashi o Yobu! Yūhi no Kasukabe Bōizu) là một bộ phim anime 2004. Đây là phim thứ 12 dựa trên manga và anime hài Crayon Shin-chan. Phim được công chiếu ở các rạp Nhật Bản vào ngày 17 tháng 4 năm 2004 ở Nhật Bản.